# Skerry (dériveur)
Pour les articles homonymes, voir Skerry.
Le Skerry est une embarcation légère de promenade voile-aviron dessiné par l'architecte naval américain John C. Harris, inspiré des canots anglais et scandinaves. Un skerry est un petit récif ou, en vieil anglais, une petite embarcation. 
Proposé en kit, combinant le contreplaqué marine et l'époxy selon la technique du cousu-collé, le skerry est léger (la coque pèse moins de 50 kg) et maniable.

## Caractéristiques techniques
Le Skerry a pour dimensions :
- 4,58 m de longueur,
- 1,37 m de largeur.

Il possède une dérive sabre, un gouvernail à safran relevable, deux compartiments étanches (à l'avant et à l'arrière) qui assurent son insubmersibilité.  
À la rame, il peut être manœuvré par un ou deux rameurs et transporter 3 adultes (240 kg).  
À la voile, il peut être gréé de différentes manières : gréement à livarde, ou voile au tiers sur mât autoportant sans haubanage, ou bien encore sloop houari avec mat haubané et foc. 

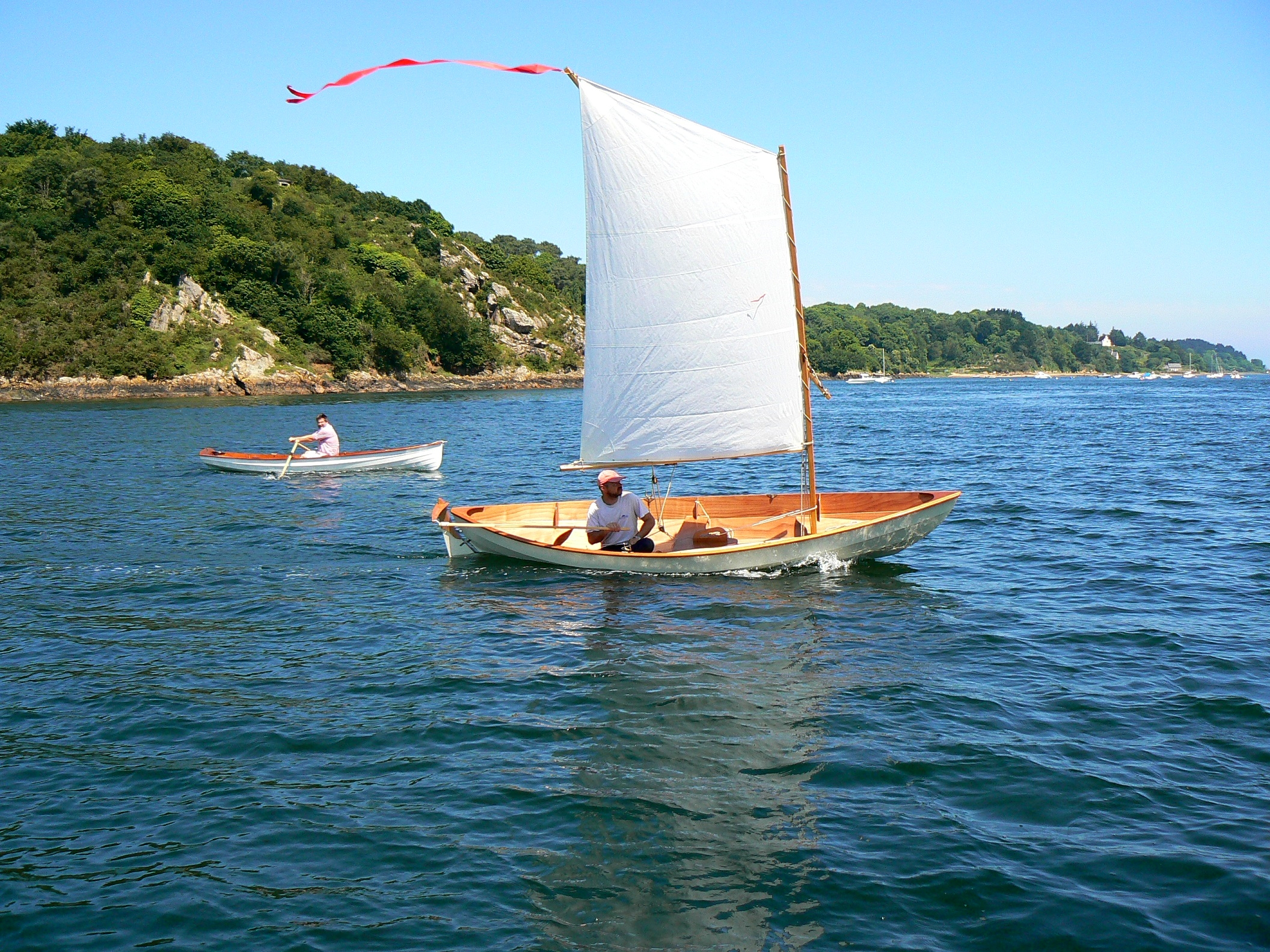
Skerry, voile à livarde
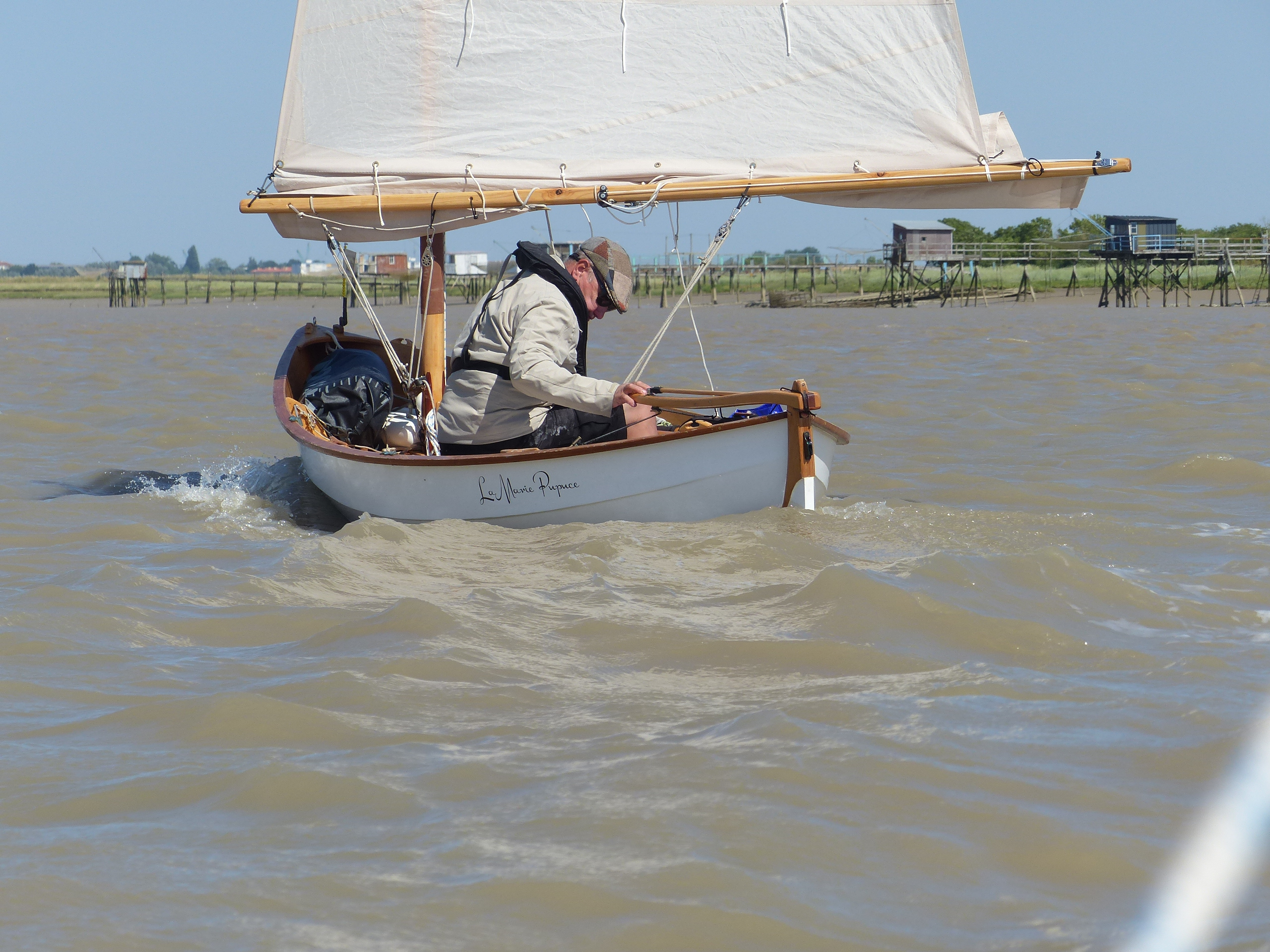
Skerry, au largue

Diffusé en France par Arwen Marine, plus d'une cinquantaine d'exemplaires ont été construits en France. 